# Bull Creek
Bull Creek és una població dels Estats Units a l'estat de Missouri. Segons el cens del 2000 tenia 225 habitants.

## Demografia
Segons el cens del 2000, Bull Creek tenia 225 habitants, 80 habitatges, i 55 famílies. La densitat de població era de 511 habitants per km².
Dels 80 habitatges en un 42,5% hi vivien nens de menys de 18 anys, en un 47,5% hi vivien parelles casades, en un 12,5% dones solteres, i en un 31,3% no eren unitats familiars. En el 25% dels habitatges hi vivien persones soles el 3,8% de les quals corresponia a persones de 65 anys o més que vivien soles. El nombre mitjà de persones vivint en cada habitatge era de 2,81 i el nombre mitjà de persones que vivien en cada família era de 3,35.
Per edats la població es repartia de la següent manera: un 36% tenia menys de 18 anys, un 8,4% entre 18 i 24, un 30,7% entre 25 i 44, un 21,3% de 45 a 60 i un 3,6% 65 anys o més.
L'edat mediana era de 29 anys. Per cada 100 dones de 18 o més anys hi havia 92 homes.
La renda mediana per habitatge era de 21.667 $ i la renda mediana per família de 31.042 $. Els homes tenien una renda mediana de 16.719 $ mentre que les dones 16.250 $. La renda per capita de la població era de 10.411 $. Entorn del 19,6% de les famílies i el 23,8% de la població estaven per davall del llindar de pobresa.

## Poblacions més properes
El següent diagrama mostra les poblacions més properes.